# Generali Open 2023 - Qualificazioni singolare
Le qualificazioni del singolare del Generali Open 2023 sono state un torneo di tennis preliminare per accedere alla fase finale della manifestazione. I vincitori dell'ultimo turno sono entrati di diritto nel tabellone principale. In caso di ritiro di uno o più giocatori aventi diritto a questi sono subentrati i lucky loser, ossia i giocatori che hanno perso nell'ultimo turno ma che avevano una classifica più alta rispetto agli altri partecipanti che avevano comunque perso nel turno finale.

## Teste di serie
1. Federico Coria (primo turno)
2. Juan Manuel Cerúndolo (ultimo turno, lucky loser)
3. Thiago Monteiro (ultimo turno)
4. Facundo Bagnis (qualificato)

1. Hamad Međedović (qualificato)
2. Ivan Gachov (ultimo turno)
3. Dennis Novak (qualificato)
4. Jesper de Jong (primo turno)

## Qualificati
1. Hamad Međedović
2. Guido Andreozzi

1. Dennis Novak
2. Facundo Bagnis

### Lucky loser
1. Juan Manuel Cerúndolo

## Tabellone

### Legenda
| - Q = Qualificato - WC = Wild card - LL = Lucky loser | - ALT = Alternate - SE = Special Exempt - PR = Protected Ranking | - w/o = Walkover - r = Ritirato - d = Squalificato |

### Sezione 1
|  | Primo turno | Primo turno     | Primo turno     | Primo turno | Primo turno |  |  | Ultimo turno | Ultimo turno    | Ultimo turno    | Ultimo turno | Ultimo turno |  |
|  |             |                 |                 |             |             |  |  |              |                 |                 |              |              |  |
|  | 1           | Federico Coria  | Federico Coria  | 1           | 2           |  |  |              |                 |                 |              |              |  |
|  |             | Lukas Neumayer  | Lukas Neumayer  | 6           | 6           |  |  |              | Lukas Neumayer  | Lukas Neumayer  | 3            | 1            |  |
|  | Alt         | Lucas Miedler   | Lucas Miedler   | 4           | 64          |  |  | 5            | Hamad Međedović | Hamad Međedović | 6            | 6            |  |
|  | 5           | Hamad Međedović | Hamad Međedović | 6           | 7           |  |  |              |                 |                 |              |              |  |

### Sezione 2
|  | Primo turno | Primo turno           | Primo turno           | Primo turno | Primo turno |  |  | Ultimo turno | Ultimo turno          | Ultimo turno          | Ultimo turno | Ultimo turno |  |
|  |             |                       |                       |             |             |  |  |              |                       |                       |              |              |  |
|  | 2           | Juan Manuel Cerúndolo | Juan Manuel Cerúndolo | 6           | 6           |  |  |              |                       |                       |              |              |  |
|  |             | Francesco Maestrelli  | Francesco Maestrelli  | 3           | 2           |  |  | 2            | Juan Manuel Cerúndolo | Juan Manuel Cerúndolo | 2            | 4            |  |
|  |             | Guido Andreozzi       | Guido Andreozzi       | 7           | 6           |  |  |              | Guido Andreozzi       | Guido Andreozzi       | 6            | 6            |  |
|  | 8           | Jesper de Jong        | Jesper de Jong        | 64          | 2           |  |  |              |                       |                       |              |              |  |

### Sezione 3
|  | Primo turno | Primo turno           | Primo turno           | Primo turno | Primo turno |  |  | Ultimo turno | Ultimo turno    | Ultimo turno    | Ultimo turno | Ultimo turno |  |
|  |             |                       |                       |             |             |  |  |              |                 |                 |              |              |  |
|  | 3           | Thiago Monteiro       | Thiago Monteiro       | 7           | 6           |  |  |              |                 |                 |              |              |  |
|  | Alt         | Lukáš Rosol           | Lukáš Rosol           | 5           | 0           |  |  | 3            | Thiago Monteiro | Thiago Monteiro | 4            | 3            |  |
|  | WC          | Joel Josef Schwärzler | Joel Josef Schwärzler | 4           | 1           |  |  | 7            | Dennis Novak    | Dennis Novak    | 6            | 6            |  |
|  | 7           | Dennis Novak          | Dennis Novak          | 6           | 6           |  |  |              |                 |                 |              |              |  |

### Sezione 4
|  | Primo turno | Primo turno          | Primo turno       | Primo turno | Primo turno |  |  | Ultimo turno | Ultimo turno   | Ultimo turno | Ultimo turno | Ultimo turno |  |
|  |             |                      |                   |             |             |  |  |              |                |              |              |              |  |
|  | 4           | Facundo Bagnis       | 6                 | 6           | 6           |  |  |              |                |              |              |              |  |
|  |             | Maximilian Neuchrist | 7                 | 2           | 1           |  |  | 4            | Facundo Bagnis | 4            | 6            | 6            |  |
|  | WC          | Kilian Feldbausch    | Kilian Feldbausch | 4           | 60          |  |  | 6            | Ivan Gachov    | 6            | 3            | 4            |  |
|  | 6           | Ivan Gachov          | Ivan Gachov       | 6           | 7           |  |  |              |                |              |              |              |  |